# بهمن غولبارنجاد
بهمن غولبارنجاد (بالفارسية: بهمن گلبارنژاد، 12 يونيو 1968 – 17 سبتمبر 2016) كان لاعب دراجات باراليمبي نافس في مسابقات فئة C4K، ورافع أثقال سابق. في أثناء احترافه رفع الاثقال، فاز باثنتي عشر ميدالية ذهبية وميدالية فضية واحدة في المسابقات الدولية. مثل غولبارنجاد إيران في دورتين من الألعاب البارالمبية الصيفية، الأولى في عام 2012 في لندن والثانية في عام 2016 في ريو دي جانيرو. كان الدراج الإيراني الوحيد في ألعاب 2016 البارالمبية. كما كان من قدامى المحاربين في الحرب العراقية الإيرانية.
في 17 سبتمبر 2016، توفي غولبارنجاد في حادث وقع خلال ألعاب الصيف البارالمبية في مسابقة C4-5 لركوب الدراجات للرجال.

## حياته
ولد غولبارنجاد ونشأ في عبادان في إيران. خلال الحرب العراقية-الإيرانية,انتقل إلى شيراز. في عام 1988، حارب مع الجيش الإيراني في الحرب وفقد ساقه اليسرى عندما داس على لغم. بعد ثلاث سنوات من إصابته، بدأ حياته المهنية الرياضية الاحترافية، في البداية كمصارع، ثم التفت إلى رفع الاثقال. في فترة رفع الاثقال، حاز على اثنتي عشر ميدالية ذهبية وميدالية فضية واحدة. توقف عن رفع الاثقال بسبب إصابة في الكتف وبدأ يمارس رياضة ركوب الدراجات في عام 2006. تأهل لألعاب لندن البارالمبية عام 2012 في نفس العام الذي توفيت زوجته من مرض السرطان. كان لديه ولدى زوجته ابن واحد.

## وفاته
أثناء سباق ركوب الدراجات على الطرق C4-5 للرجال في 17 سبتمبر 2016 في ألعاب الصيف البارالمبية، أصيب غولبارنجاد في الرأس خلال حادث ارتطام مع صخرة جبلية في بونتال، شبه جزيرة صغيرة ومنطقة شاطئ في حي ريكريو دوس بانديرانتس غرب ريو. تم علاجه على الموقع، وفي أثناء نقله إلى مستشفى الرياضيين، أصيب بسكتة قلبية وتوفي. أعلن الاتحاد العام للدراجين (UCI) أنه سيحقق في الحادث، وطلبت لجنة إيران البارالمبية تقريرا عن الحادث من اللجنة الدولية. تعد وفاة غولبارنجاد الوفاى الأولى منذ عام 1960 في دورة الألعاب الأولمبية الصيفية.
بعد وفاته، نكس علم إيران في القرية البارالمبية، وفي فوز المنتخب الإيراني للكرة الطائرة الجالسة على البوسنة والهرسك. تم الوقوف دقيقة صمت في الحفل الختامي للألعاب البارالمبية الصيفية 2016 و وضع شريط أسود على العلم الإيراني.